# Essex County, Virginia
Essex County är ett administrativt område i delstaten Virginia, USA, med 11 151 invånare. Den administrativa huvudorten (county seat) är Tappahannock. 

## Geografi
Enligt United States Census Bureau så har countyt en total area på 741 km². 668 km² av den arean är land och 73 km² är vatten.    

### Angränsande countyn
- Westmoreland County - nord
- Richmond County - nordost
- Middlesex County - sydost
- King and Queen County - syd
- Caroline County - väst
- King George County - nordväst